# Kalte Lüder

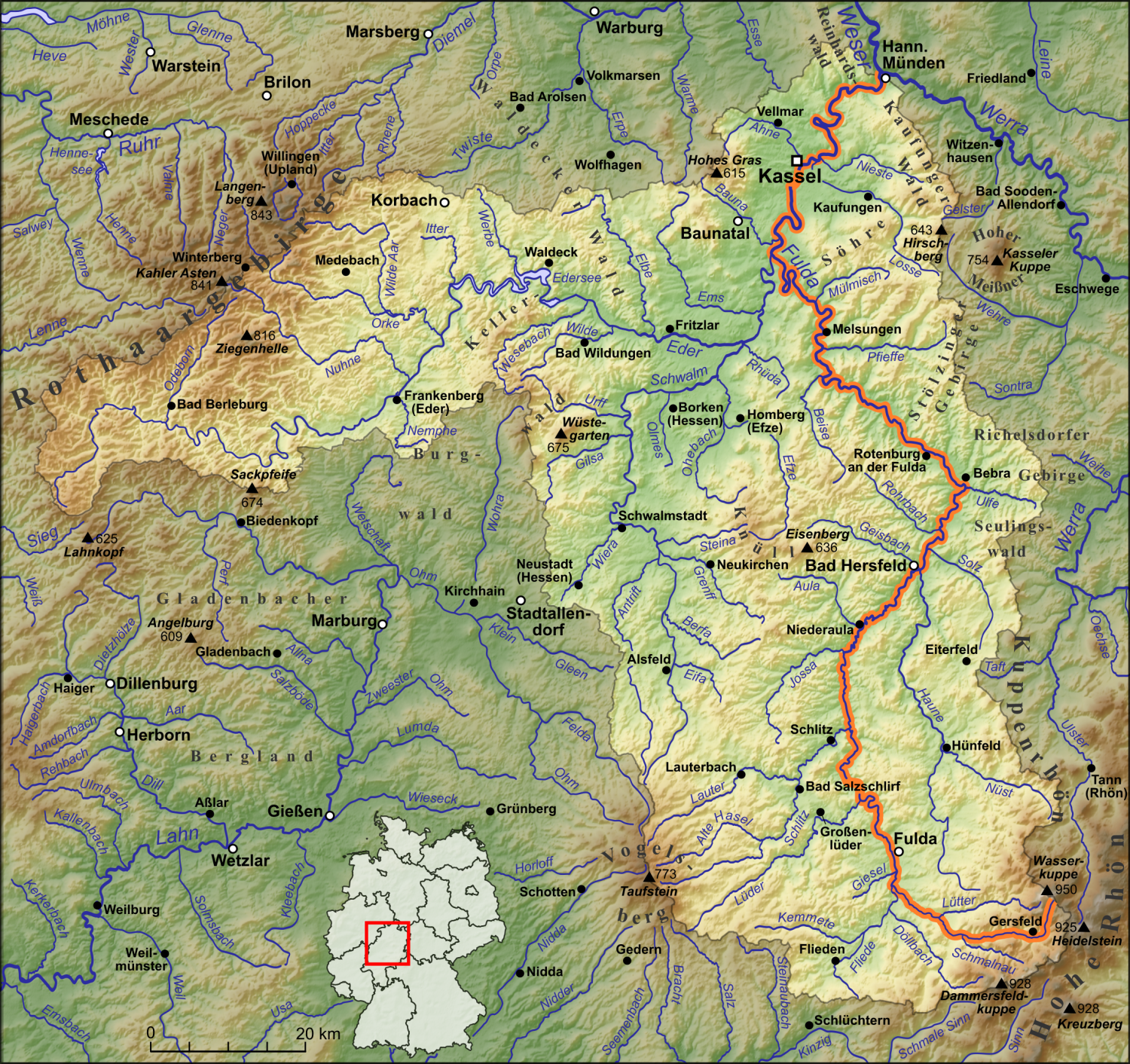
Der Verlauf der Lüder aus dem Vogelsberg auf dem Weg zur Fulda (am Kartenende rechts)

Die Kalte Lüder ist ein 8,8 km langer östlicher Zufluss der Lüder südlich von Kleinlüder und entspringt in der Gemeinde Hosenfeld im Landkreis Fulda in Hessen.
Die Kalte Lüder und die Lüder sind auch Namensgeber für die Ortschaft Kleinlüder.

## Geographie
Quelle und Verlauf
Im Siebenbrunnental in der Gemarkung Hosenfeld entspringt die "Kalte Lüder" und ist ein 8,8 km langer rechter Zufluss der Lüder. Sie tritt bei ca. 390 m NN. zu Tage. Von der Quelle bis zur Mündung versorgt sie fünf Mühlen, die Siebertsmühle, die Zwickmühle, die Hessenmühle, die Kiliansmühle und durch einen Nebenarm auch die Erlenmühle. Zwischen der Erlenmühle und der Mühlenstrasse mündet die Kalte Lüder bei ca. 260 m NN in die Lüder. Die Kalte Lüder ist ca. 8 km lang und  hat ein Gefälle von 130 Höhenmeter. Sie hat ein Einzugsgebiet von 23,952 km² im Randbereich des westlichen Gieseler Forstes des Unteren Vogelsberges und mündet südlich von Kleinlüder in die von Hainzell kommende Lüder. Zuvor hat sie den Weiler Sieberzmühle mit dem gleichnamigen Ausflugslokal in der Gemeinde Hosenfeld und die Wohnplätze Zwickmühle der Gemeinde Neuhof

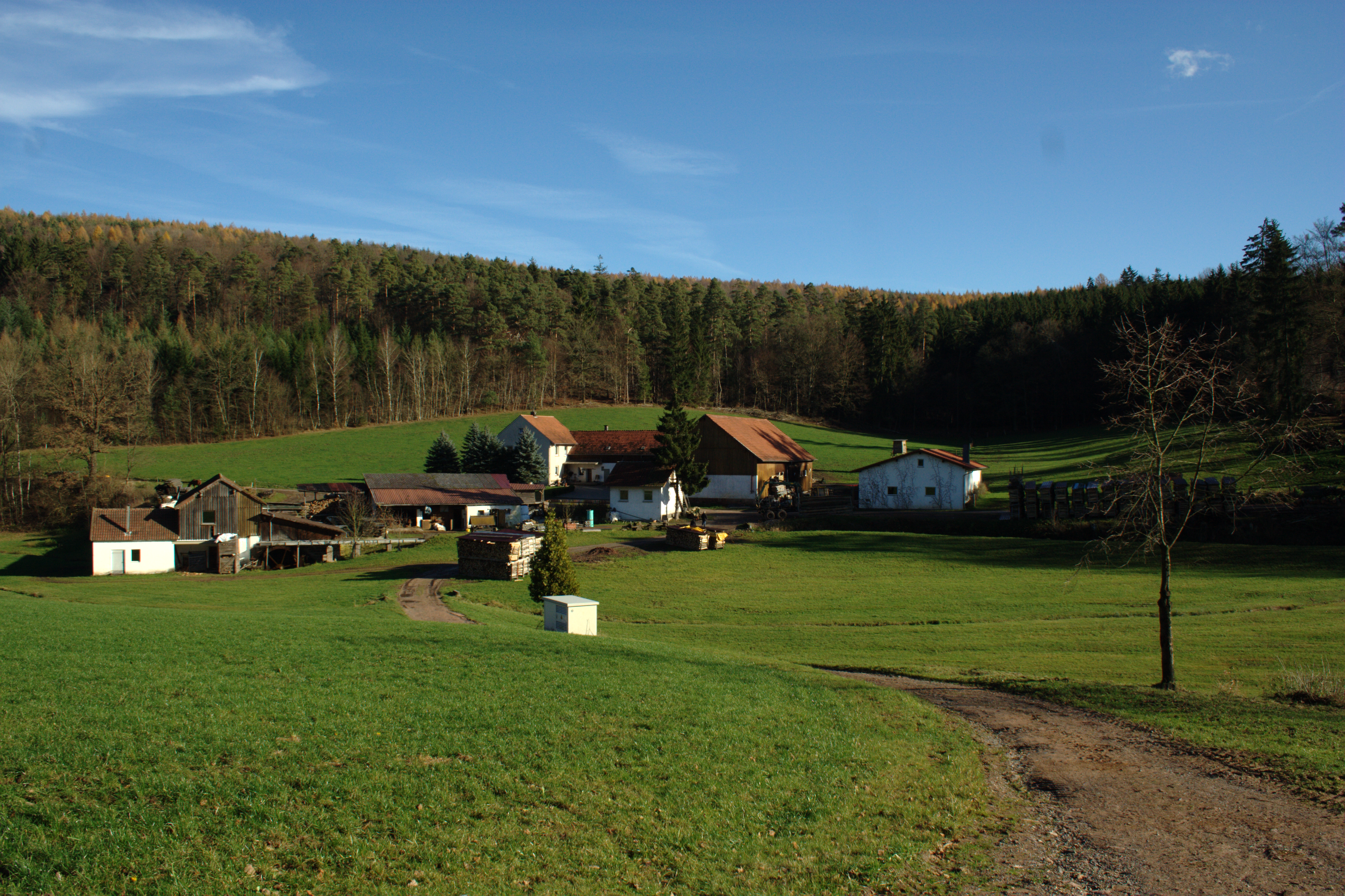
Wohnplatz Zwickmühle: Ansicht von Westen

und der Hessenmühle mit dem Schlagberg des Ortsteils Kleinlüder der Gemeinde Großenlüder passiert.

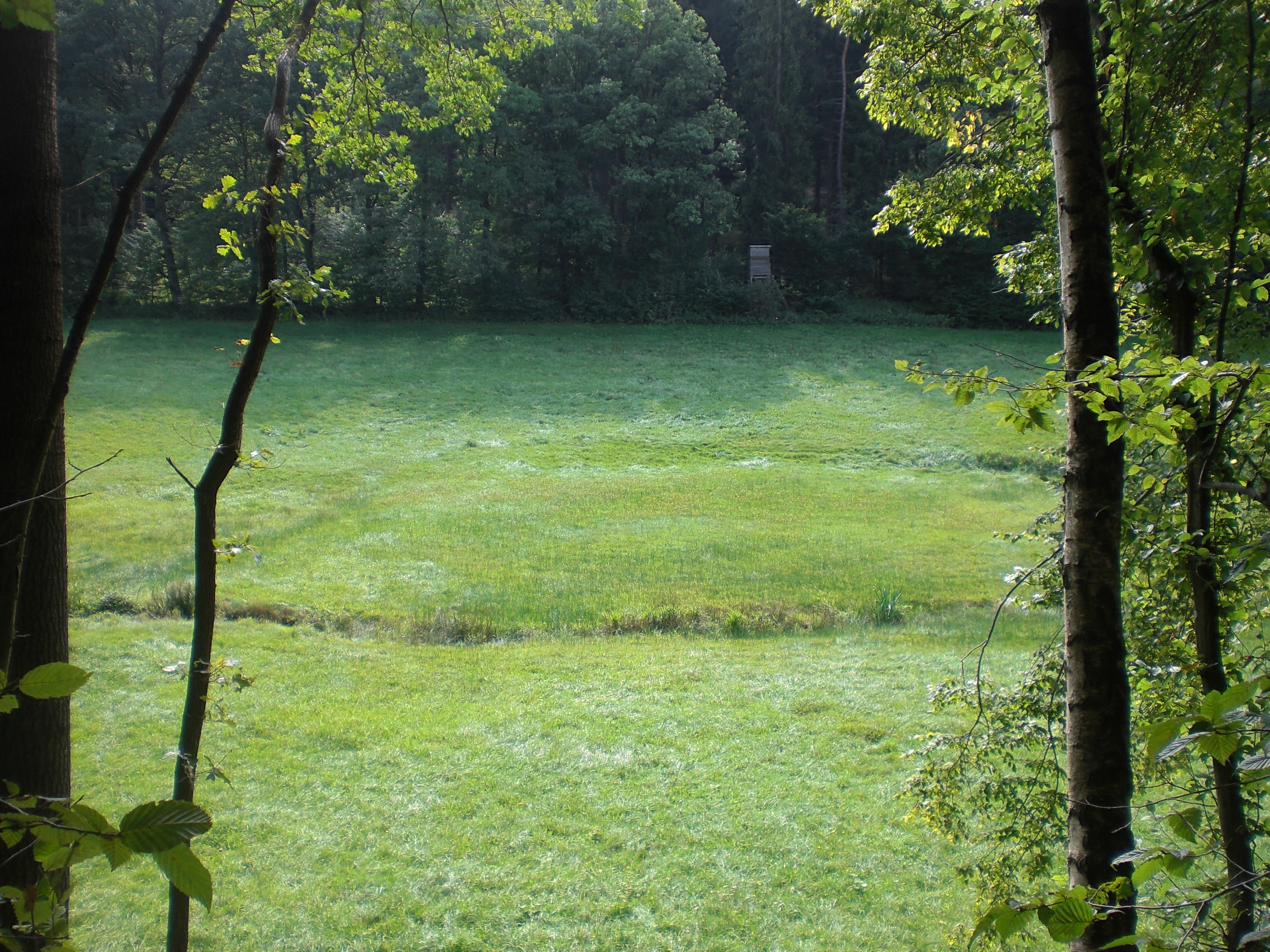
Talzug nördlich der Sieberzmühle

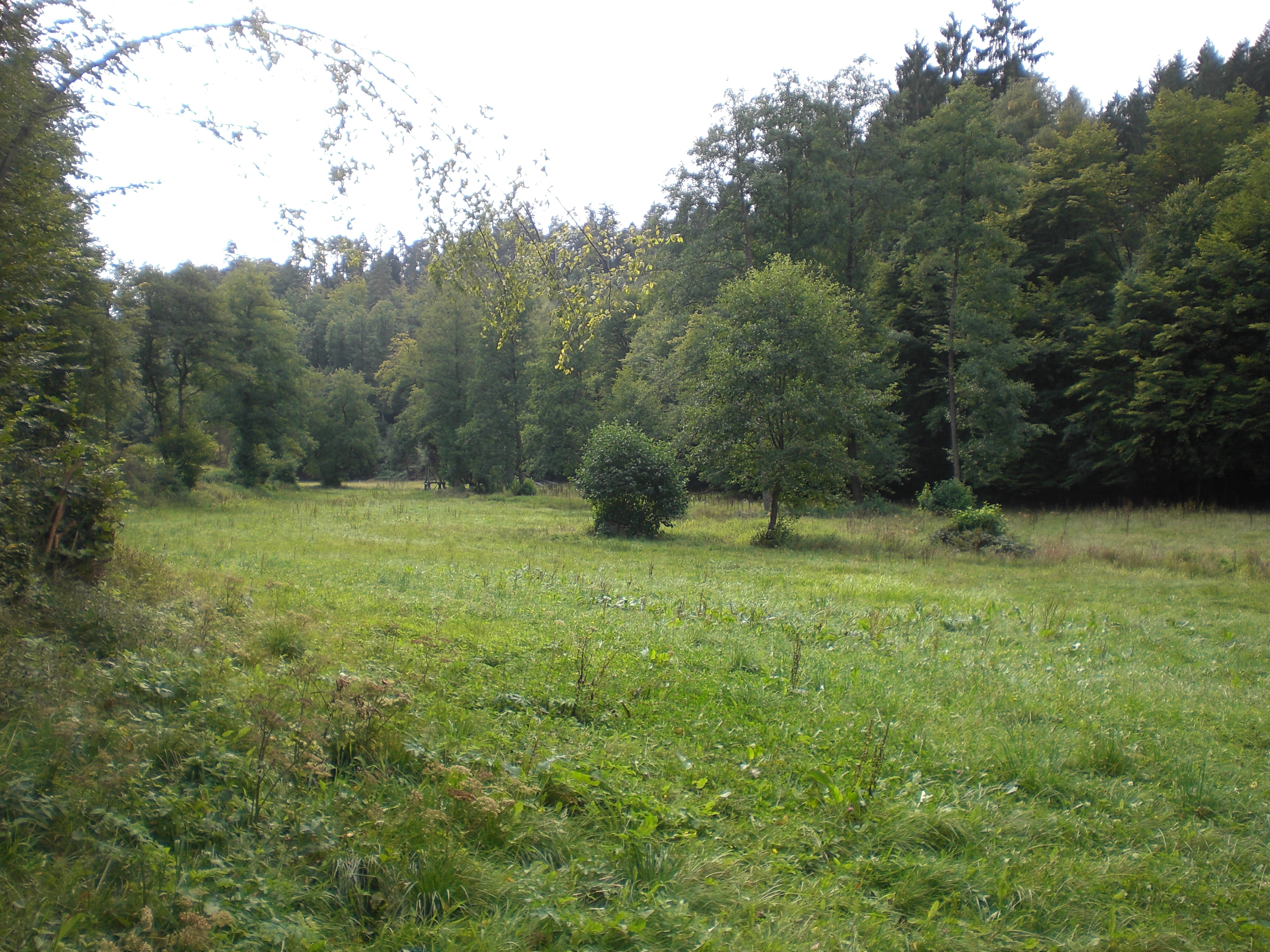
Talzug südlich der Hessenmühle

## Struktur
Der Bachlauf der "Kalten Lüder" verläuft abhängig von der Talform in einem gestreckten bis schwach mäandrierenden schmalen Bachbett, die aus einem Hauptgerinne und teilweise weiteren Nebengerinnen bestehen. Die Gewässersohle besteht in ruhigen Abschnitten aus feinkörnigen, sonst aber fast ausschließlich aus grobem Substrat wie Steinen und Schotter. Größere Schotterbänke und Kolke unterhalb von Totholz- oder Wurzelbarrieren sind öfters anzutreffen. Charakteristisch für die "Kalte Lüder" ist ein ständiger Wechsel zwischen flachen Schnellen und tieferen Stillen. Im Jahresverlauf treten je nach Witterung große Abflussschwankungen auf. Die "Kalte Lüder" ist ein grobmaterialreicher, silikatische Mittelgebirgsbach (Typ 5) zählt zu den von der LAWA festgelegten Fließgewässertypen. Die Gewässerkennzahl ist 4236-4.

## Flora und Fauna
Der Gewässerlauf hat sehr wechselreiche Talwiesenbestände, die noch in landwirtschaftlicher Nutzung mit Mähwiesen sind, aus Weidewiesen mit kleineren Kuh- und Rinderbeständen, aber auch aus der Sukzession (nicht mehr bewirtschaftet) überlassene Wiesen, wie auch aus Feuchtgebieten mit einer entsprechenden Flora unter anderem wie die Wasserschwertlilie (iris pseudacorus), Scharfer Hahnenfuß (Ranunculus acris), Sumpfdotterblume (Caltha palustris), Scharbockskraut (Ficaria verna), Trollblume (Trollius europaeus), Gewöhnlicher Löwenzahn (Taraxacum officinale) und anderen Arten bestehen. Das Gewässer hat eine sehr gute Gewässergüte. Der Talzug sollte in den 1980er Jahren schon einmal von der Landesstraße 3079 (Hosenfeld–Sieberzmühle–Giesel) talabwärts mit dem östlich angrenzenden Himmelsberg Schutzgebietsskarakter erhalten. Diese Planungen wurde jedoch nicht umgesetzt.